# Sium cicuta
Sium cicuta är en flockblommig växtart som beskrevs av Georg Heinrich Weber. Sium cicuta ingår i släktet vattenmärken, och familjen flockblommiga växter. Inga underarter finns listade i Catalogue of Life.